# Tatsuya Ishikawa
Tatsuya Ishikawa (石川 竜也?, Ishikawa Tatsuya; Shizuoka, 25 dicembre 1979) è un ex calciatore giapponese, di ruolo difensore.